# Ringwälle bei Stromberg
Koordinaten: 50° 45′ 4″ N, 7° 32′ 7″ O

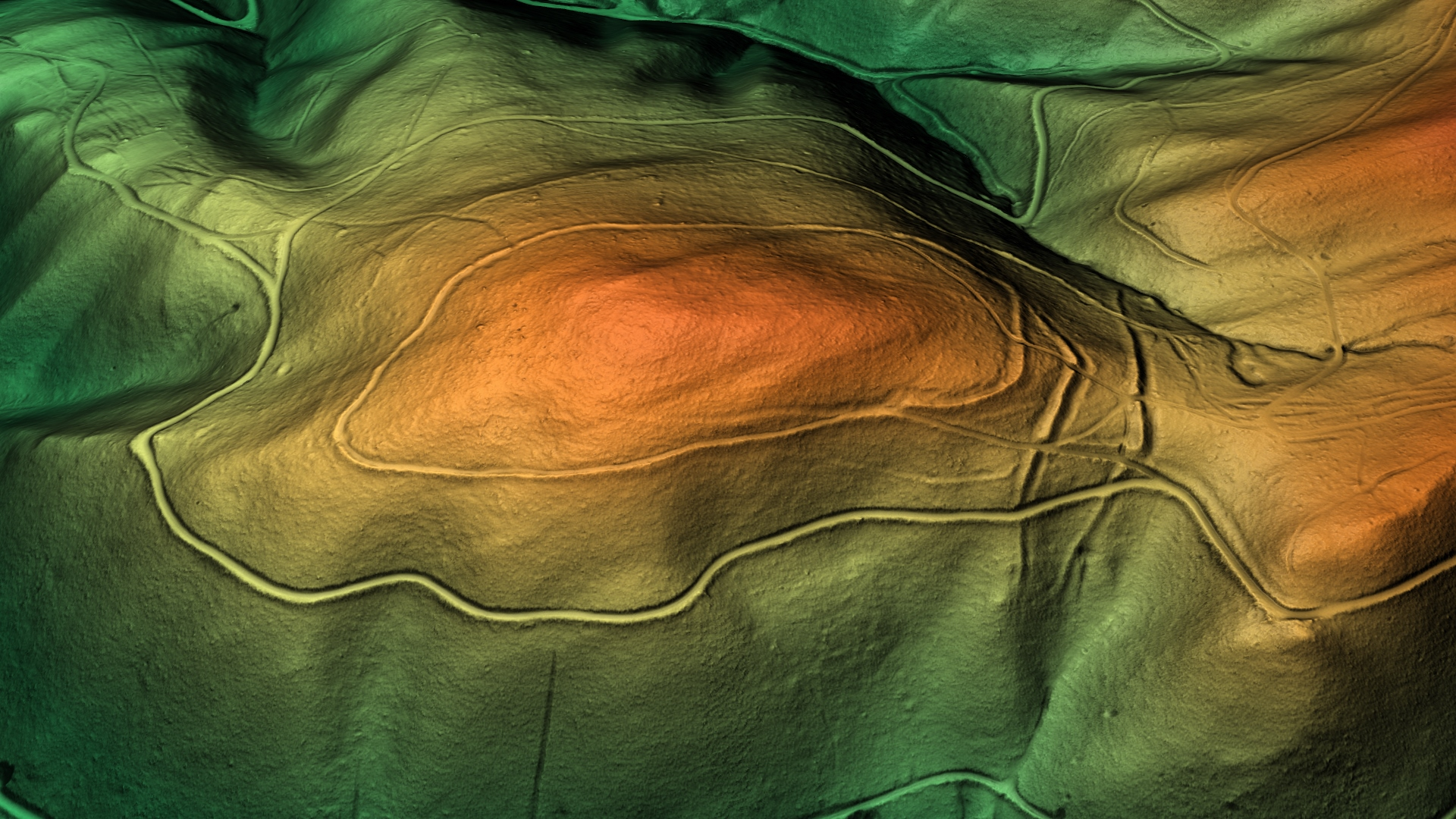
3D-Ansicht des digitalen Geländemodells

Die Ringwälle bei Stromberg befinden sich südlich von Stromberg, Windeck im Rhein-Sieg-Kreis, auf der linken Seite der Sieg, westlich von Alsen.
Es handelt sich um zwei Anlagen. Der nördliche Ringwall befindet sich auf dem 316,6 m hohen Berg, der von einem Hauptwall umfasst wird. Westlich an den innersten Abschnittswall schließt sich ein ovaler, circa 450 mal 200 Meter großer, durch Terrassierung erkennbarer, geschützter Innenraum an. Weiteren Schutz bieten zwei vorgelagerte Wälle, die Sieg, der Kesselbach und der obere Hümichbach. Die Neuburg befindet sich auf dem Geländesporn und verfügt nach Nordosten hin über eine Doppelwallanlage und wird durch den Neuburgsiefen und Winkelsiefen geschützt.
Die Anlage stammt vermutlich aus der Eisenzeit, wie Funde im 2020 nahelegen. Bei Begehungen durch den LVR fanden sich Funde aus der späten Eisenzeit, die in die Jahrzehnte um 100 v. Chr. gehören.
Bemerkenswert ist dabei vor allem das gefundene Münzspektrum: Unter den 19 keltischen Münzen befinden sich nicht weniger als zehn so genannte Sequaner-Potins, die größte Menge außerhalb ihres eigentlichen Verbreitungsgebiets, das in der Nordschweiz zwischen der Oberen Rhone und dem Rheinknie bei Basel liegt. Die zweite, sehr einheitliche Gruppe an Münzen umfasst acht Prägungen, die den Treverern im Moselraum zugeschrieben werden. Allesamt sogenannte Quinare vom Typ „Scheers 54“, darunter stempelfrische, d. h. sie sind nicht oder kaum im Geldumlauf gewesen. Rechts des Rheins sind diese Silbermünzen – mit Ausnahme des Mainmündungsgebiets – kaum belegt. Die ungewöhnliche Zusammensetzung der Münzfunde lässt sich nach aktuellem Forschungsstand am besten mit einer nur kurzzeitigen Nutzung der Wallanlage erklären. Während dieser Zeit muss es jedoch direkte Kontakte in das Voralpenland und das Moselgebiet gegeben haben.
Sowohl im 1. Jahrtausend vor Christus (Metallzeit) als auch im Mittelalter werden Höhenbefestigungen in exponierten Geländesituationen von den Eliten/Adeligen angelegt und dienten in Kriegszeiten auch als Zufluchtsort für die Bevölkerung der benachbarten Außensiedlungen. Als Machtzentrum weithin sichtbar, kann von einer weitaus geringeren Bewaldung des Geländes zu dieser Zeit ausgegangen werden. Auch im Vorfeld der Abschnittswälle war sicherlich ein ungehinderter Blick auf etwaige Angreifer gegeben.
Die Wälle, meist mörtellos geschichtete Bruchsteine (Trockenmauer), wurden durch Holzbalken und -verankerungen sowie durch Erdaufschüttungen an der Innenseite stabilisiert (Holz-Erde-Mauer), ein sogenannter „Murus Gallicus“.
Die Wälle und Gräben sind gut erhalten, stellenweise jedoch gestört durch alte und neue Waldwege. Die 10,2 Hektar große Anlage ist heute mit Nadelbäumen bewachsen.